# Forschungsgesellschaft Straße – Schiene – Verkehr
Die Forschungsgesellschaft Straße – Schiene – Verkehr (kurz FSV) ist ein gemeinnütziger technisch-wissenschaftlicher Verein in Österreich. Er wurde 1952 gegründet und beschäftigt sich mit der Ausarbeitung von Vorschriften und Richtlinien im Bereich des Straßen- und Eisenbahnwesens (RVS und RVE).
In Gremien und Ausschüssen mit rund 1400 Fachleuten werden Erkenntnisse diskutiert und das technische Normenwerk, welches den Stand der Technik markiert, erstellt. Die FSV veranstaltet zudem Fachtagungen und betreibt Öffentlichkeitsarbeit, um den Gedankenaustausch zu fördern und die Fachöffentlichkeit über neue Entwicklungen zu informieren. Die Fachzeitschrift FSV-aktuell ist das offizielle Organ und wird monatlich für den Bereich Straße und den Bereich Schiene aufgelegt.
Ein weiterer Hauptaufgabenbereich der FSV ist die Erstellung und Veröffentlichung sogenannter Leistungsbeschreibungen für den Tiefbausektor. Eine Leistungsbeschreibung ist eine Sammlung von Texten zur Beschreibung standardisierter Leistungen, und zwar für rechtliche und technische Bestimmungen und für Positionen eines künftigen Leistungsverzeichnisses (ÖNORM A 2050). Standardisierte Leistungsbeschreibungen werden von der FSV für folgende Verkehrsinfrastrukturbereiche in gedruckter wie auch digitaler Form angeboten: Straßenbau, Eisenbahnoberbau, Brückenbau, Tunnelbau, Landschaftsbau, Siedlungswasserbau und Flussbau.
Die FSV ist auch Herausgeber des Wörterbuch Verkehrswesen, welches in der 4. Auflage (März 2018) über 18.500 Begriffsbestimmungen aus 1200 Quellen umfasst. Die digitale Ausgabe ergänzt die Buchform mit historischen Begriffen der Vorversionen (ca. weitere 6000 Begriffsbestimmungen – vergraut dargestellt). Themengebiete sind unter anderen Verkehrsplanung, Verkehrssicherheit, Verkehr und Umwelt, Vertrags- und Vergabewesen, Straßen-, Brücken-, Tunnel-, Eisenbahn- und Landschaftsbau sowie Qualitätssicherung bei Planung und Ausführung.

## Leistungen
Die Kernbereiche der FSV lassen sich wie folgt gliedern:
- Erarbeitung und Veröffentlichung von Richtlinien, Vorschriften und Merkblättern für Straßen- und Eisenbahnwesen (RVE und RVS)
- Durchführung von Vortragsveranstaltungen, Seminaren und Tagungen
- Erfahrungsaustausch auf nationaler und internationaler Ebene

Die Hauptarbeit der FSV erfolgt in Arbeitsgruppen und Arbeitsausschüssen, in denen derzeit über 1400 Fachleute des Verkehrs-, Straßen und Eisenbahnwesens ehrenamtlich tätig sind. Es gibt mehr als 110 Arbeitsausschüsse, die über die Geschäftsstelle betreut werden. Die Lenkung der Agenden liegt beim Vorstand, der von Beiräten beraten wird.
Im Rahmen der Kooperation mit weiteren europäischen Schwesterverbänden organisiert die FSV auch internationale Tagungen. Darüber hinaus werden auch Forschungsberichte über die Geschäftsstelle vertrieben.

## Gremien

### Vorstand
Der Vorstand ist das Leitungsorgan der FSV. Fachliche Unterstützung erhält er von den Lenkungsgremien, deren Empfehlungen vom Vorstand verabschiedet werden. Spitzenvertreter der Verkehrsträger (Straße/Schiene), des Verkehrsministeriums, der Planer und der Wissenschaft sowie der Industrie bilden den Vorstand. Das Präsidium, bestehend aus dem Vorsitzenden Martin Fellendorf sowie Judith Engel, Vera Hofbauer und Georg Kichler bereitet die Entscheidungen für den Vorstand auf.
Weitere Vorstandsmitglieder sind Christof Dauda, Eva Eichinger-Vill, Andreas Fromm, Harald Krammer, Peter Lux, Christian Molzer, Norbert Ostermann und Martin Russ.

### Lenkungsbeirat
Der Lenkungsbeirat ist ein beratendes Organ des Vorstandes zur Festlegung der fachlichen Strategien des Vereins. Er besteht aus mindestens acht bis maximal zwölf Mitgliedern. Die Mitglieder werden aus dem Kreis der Interessenten und Förderer des Vereins ausgewählt.

### Fachbeiräte Schiene und Straße
Ein Fachbeirat ist ein beratendes Organ des Vorstandes. Seine Hauptaufgabe liegt in der Sicherstellung der Durchgängigkeit des Regelwerkes der Richtlinien und Vorschriften für das Eisenbahnwesen (RVE) und für das Straßenwesen (RVS) zur Festschreibung des Standes der Technik unter Koordinierung der Interessen der Wissenschaft, Wirtschaft und Verwaltung. In dieser Aufgabe werden ihm u. a. geplante Vorhaben (Motivenbericht zur Erstellung) und Veröffentlichungen vorgelegt.
Die Beschlüsse der Fachbeiräte, die in einem Ergebnisprotokoll dem Vorstand zur Kenntnis gebracht werden, haben für den Vorstand empfehlende Wirkung.

### Monitoringgruppe Klimaübereinkommen
2017 wurde die Monitoringgruppe Klimaübereinkommen gegründet, die direkt dem Vorstand der FSV zugeordnet ist. Diese Monitoringgruppe besteht aus Fachleuten des gesamten Verkehrs- und Mobilitätsbereiches, aus allen Verkehrsträgern für den Personen- und Güterverkehr, der einschlägigen Verwaltung (Bund, Land, Kommunen) und der Wissenschaft. Ziel ist es auf Ebene der Verkehrsfachleute Anregungen zur Umsetzung der Klimavereinbarung von Paris, die den Verkehrsbereich betreffen, zu geben und Stellung zu Strategien zu beziehen.
Diese spezielle Betrachtung des V&M-Sektors macht deshalb Sinn, weil einerseits der Anteil der Treibhausgase (THG) dieses Sektors in Österreich einen beträchtlichen Anteil von etwa 45 % der THG-Emissionen außerhalb des Emissionshandels ausmacht. Deshalb stellt dieser Sektor V&M auch eine Schlüsselrolle für die Erreichung der Klimaziele dar. Andererseits liegt die Kompetenz der Fachleute der FSV primär im Bereich V&M. Klar ist, dass eine Vielzahl von Überschneidungsbereichen mit den anderen Sektoren bestehen, die dadurch aber nicht unbeachtet bleiben.

### Verkehrszeichenbeirat
Der Verkehrszeichenbeirat (VB) ist ein Beratungsgremium für das Bundesministerium für Klimaschutz, Umwelt, Energie, Mobilität, Innovation und Technologie (BMK) und ein Beratungs- und Beschlussfassungsgremium für die Arbeitsausschüsse der FSV in Fragen der Gestaltung von Verkehrszeichen und Hinweisen, die für Teilnehmer im Straßenverkehr vorgesehen sind. Zielsetzung des Verkehrszeichenbeirates ist, die Situation in Bezug auf Verkehrszeichen in Österreich auf Basis wissenschaftlicher Erkenntnisse über Wahrnehmung und Erkennbarkeit und in Übereinstimmung mit dem aktuellen Österreichischen Verkehrssicherheitsprogramm des BMK, zu Gunsten des Verkehrsteilnehmers, zu verbessern.

### Zertifizierungsbeirat
Der Zertifizierungsbeirat (ZE) erstellt Gutachten über das Vorliegen der Zertifizierungsvoraussetzungen bzw. der Voraussetzungen für die Verlängerung der Gültigkeit des Zertifikates von Straßenverkehrssicherheitsgutachtern unter Berücksichtigung der Vorgaben der Richtlinien und Vorschriften für das Straßenwesen (RVS). Weiters ist er mit der Einrichtung und Durchführung von Lehrgängen und Fortbildungsmaßnahmen für Straßenverkehrssicherheitsgutachtern betraut.

### Zulassungsbeiräte
Es gibt drei Zulassungsbeiräte, die sich mit der Brückenabdichtung, dem Korrosionsschutz sowie dem Lärmschutz beschäftigen. Sie fungieren als Kompetenzzentrum und beratendes Organ des Vorstandes. Der Zulassungsbeirat kann Zulassungen im Sinne von Übereinstimmungserklärungen zu bestimmten Richtlinien und Vorschriften für das Straßenwesen (RVS) und Richtlinien und Vorschriften für das Eisenbahnwesen (RVE) erteilen. Voraussetzung dazu ist eine entsprechende Regelung der Zulassungsmodalitäten in einer zugrundeliegenden RVS/RVE. Somit ist es in Zukunft jedem Arbeitsausschuss (AA) möglich in seinem Betätigungsfeld entsprechende Voraussetzungen für Zulassungen zu schaffen, sofern diese europäischen Regelungen nicht widersprechen.

## Arbeitsgruppen und Arbeitsausschüsse

### Asphaltstraßen
- A01 Qualitätswesen
- A02 Ausbauasphalt
- A03 Erhaltung
- A04 Asphaltforschung
- A06 Schichten aus Heißmischgut

### Betonstraßen
- BE01 Betonstraßen im hochrangigen Straßennetz
- BE02 Erhaltung und Betrieb
- BE03 Sonstige Betonstraßen
- BE04 Technologie, Forschung und Prüfung

### Brückenbau
- BR01 Leistungsbeschreibung Brückenbau
- BR02 Abdichtung und Fahrbahnaufbau auf Brücken
- BR03 Entwurfs- und Planungsgrundlagen
- BR04 Brückenausrüstung
- BR05 Brückenerhaltung und Brückendatenbank
- BR06 Korrosionsschutz
- BR07 Überwachung, Kontrolle und Prüfung von Brücken und anderen Ingenieurbauwerken
- BR08 Leistungsbild Projektierungen Brückenbau

### Eisenbahnwesen
- EB01 Erschütterungen und sekundärer Luftschall
- EB02 Tunnelbau
- EB03 Lärmschutzwände
- EB04 Bahnhofsanlagen
- EB05 Gefährliche Güter
- EB06 Sachverständige für Eisenbahnbau und -betrieb
- EB07 Schienenverkehrslärm
- EB08 Leistungsbild Eisenbahnplanung
- EB09 Umwelt- und Grünraumgestaltung
- EB10 Oberbau
- EB11 Leistungsbeschreibung Oberbau
- EB12 Verkehrsflächen im Gleisbereich
- EB13 Regional- und Nebenbahnen

### Grundlagen des Verkehrswesens
- GV01 Wirtschaftlichkeit und Finanzierung
- GV02 Mobilitätserhebung
- GV03 Verkehrstelematik
- GV04 FSV-Grundsätze der Ethik
- GV05 Verkehrsuntersuchungen
- GV06 Mobilitätsmanagement
- GV07 Straßenverkehrszählungen
- GV08 Güterverkehr
- GV09 Verkehrsmodellierung
- GV10 Verkehrspolitik
- GV11 Automatisiertes Fahren
- GV12 Flächeninanspruchnahme im Verkehrswesen

### Straßenoberbau
- O01 Leistungsbeschreibung Straßenbau
- O02 Bemessung des Straßenoberbaues
- O03 Straßenzustandserfassung und -bewertung
- O04 Straßenentwässerung
- O05 Schlitzgräben
- O06 Klimafitte Oberbauten

### Planung und Verkehrssicherheit
- PV01 Linienführung u. Querschnittsgestaltung
- PV02 Knotenpunkte
- PV03 Operative Verkehrssicherheit
- PV04 Verkehrstechnische Sachverständige
- PV05 Motorradverkehr
- PV06 Eisenbahnkreuzungen
- PV07 Strategische Verkehrssicherheit
- PV08 Strukturelle Verkehrssicherheit
- PV09 Anforderungsprofile an Straßen
- PV10 Ländliche Straßen und Wege
- PV11 Leistungsbild Straßenplanung
- PV12 Visuelle Informationsträger und Störwirkungen
- PV13 Forstwegebau

### Stadtverkehr
- STA01 Verkehrsplanung und Raumnutzung im städtischen Bereich
- STA02 Fern- / Reisebusse
- STA04 Erschließung und Gestaltung öffentlicher Räume
- STA05 Kinderfreundliche Mobilität
- STA06 Strategisches Verkehrsmanagement
- STA07 Aktive Mobilität
- STA08 Planung, Errichtung und Betrieb von VLSA
- STA09 Optimierung des ÖPNV
- STA10 Innerortsstraßen

### Straßenbetrieb und Straßenausrüstung
- STB01 Winterdienst
- STB02 E-Mobilität
- STB03 Organisation Straßenbetrieb
- STB04 Betriebsinterne Nachrichtensysteme
- STB05 Bodenmarkierungen
- STB06 Fahrzeuge und Geräte der Straßenerhaltung
- STB07 Grundlagen für Schulungen
- STB08 Materialverwertung Straßenbetrieb
- STB09 Geisterfahrer
- STB10 Verkehrszeichen und Wegweisung
- STB11 Fahrzeugrückhaltesysteme
- STB12 Baustellenabsicherung

### Steinstraßen und Steinmaterial
- STEI01 Bedingungen und Richtlinien
- STEI02 Technologie und Prüfungen
- STEI03 Technische Gesteinskunde
- STEI04 Böschungs- und Ufersicherungen mit Bruchsteinen
- STEI06 Anforderungen an Pflasterstein- und Pflasterplattendecken, Randeinfassungen

### Tunnelbau
- T01 Leistungsbeschreibung Tunnelbau
- T02 Tunnelbau im urbanen Raum
- T03 Erhaltung und Betrieb
- T04 Sicherheitseinrichtungen
- T05 Belüftung und Löschsysteme
- T06 Leistungsbild Bestandsprüfung Tunnel
- T07 Risikoanalyse
- T08 Baulicher Brandschutz
- T09 Arbeitssicherheit auf Tunnelbaustellen
- T10 Leistungsbild für Tunnelinstandsetzung
- T11 Tunnelfunk
- T12 Bauliche Gestaltung
- T13 Photovoltaikanlagen
- T14 Tunnelbeleuchtung

### Technisches Verdingungswesen
- TV01 Value Engineering und Alternativangebote
- TV02 Leistungsbeschreibungen
- TV03 Zuschlags- und Eignungskriterien
- TV04 Vergabe – Vertragsbestimmungen
- TV05 Leistungsbild Vermessungswesen
- TV06 Preis- und Kostenindex
- TV07 Konformitätsbescheinigung
- TV08 Prüfbuch
- TV09 Allgemeiner Elementkatalog
- TV10 Öko-Daten zur LB-VI

### Untergrund
- U01 Verdichtung
- U02 Geokunststoffe im Straßenbau
- U03 Technischer Schutz vor Naturgefahren
- U04 Eingebettete Rohre und Durchlässe
- U05 Erdbau
- U06 Stabilisierung von Böden

### Verkehr und Umwelt
- VU01 Boden- und Gewässerschutz
- VU02 Verkehrsbedingte Immissionen – Lärm
- VU03 Verkehrsbedingte Immissionen – Luftschadstoffe
- VU04 Umweltuntersuchung
- VU05 Amphibienschutz
- VU06 Landschaftsbau
- VU07 Umweltbauaufsicht und Umweltbaubegleitung
- VU08 Leistungsbeschreibung Siedlungswasserbau
- VU09 Leistungsbeschreibung Flussbau
- VU10 Ausgleichs- und Ersatzmaßnahmen
- VU11 Vogelschutz
- VU12 Wildschutz
- VU13 Artenschutz
- VU14 Wildlebende Säugetiere
- VU15 Fledermäuse
- VU16 Ingenieurbiologie

## Mitgliedschaft und Berichtswesen
Ordentliche Mitglieder der FSV sind unabhängige, ehrenamtlich tätige Fachleute für Planung, Bau und Betrieb von Verkehrsanlagen. Diese arbeiten aktiv am Vereinsgeschehen mit und haben damit den Vorteil, neue Informationen aktuell zu erhalten sowie weitere Spezialisten ihres Gebietes kennenzulernen und mit diesen in vertieften Kontakt zu treten.
Neben den ordentlichen Mitgliedern gibt es auch juristische und natürliche Personen, die den Verein als außerordentliche Mitglieder regelmäßig besonders unterstützen. Außerordentlich fördernde Mitglieder setzen sich aus eigenständigen Firmen der Verkehrsbranche zusammen, welche die FSV durch einen jährlichen Beitrag unterstützen und dadurch eine Fülle an Vorteilen genießen.
Das Berichtswesen der FSV umfasst einen Tätigkeitsbericht, einen Jahresbericht sowie einen Halbjahresbericht.

## Publikationen

### Leistungsbeschreibungen
Standardisierte Leistungsbeschreibungen (LB) sind eine Sammlung von Texten zur Beschreibung von standardisierten Leistungen, und zwar für rechtliche und technische Bestimmungen (Vertragsbestimmungen) und für Positionen eines künftigen Leistungsverzeichnisses.

### Richtlinien und Vorschriften für das Straßenwesen (RVS)
Das aktuell gehaltene Normenwerk des Straßenwesens, welches von der FSV erarbeitet wird, ist per Download, auf USB-Stick oder auch als eine Loseblattsammlung erhältlich. Die RVS sind einzeln oder im Abonnement bei der Geschäftsstelle der FSV zu beziehen.

### Englische RVS
Fast rund 40 RVS wurden in die englische Sprache übersetzt, um eine internationale Nutzung zu ermöglichen. die englischen RVS können per Download, auf USB-Stick oder als Druck erhalten werden. Die englischen RVS sind einzeln oder im Abonnement bei der Geschäftsstelle der FSV zu beziehen. Bei Übersetzungsfehlern gilt die deutsche Fassung als gültige Regelung.

### Richtlinien und Vorschriften für das Eisenbahnwesen (RVE)
Diese Werke aus dem Bereich „Eisenbahnwesen“, sind als Download, auf USB-Stick oder in Papierform erhältlich. Die RVE sind einzeln oder im Abonnement bei der Geschäftsstelle der FSV zu beziehen.

### FSV-Schriftenreihe
Im Jahr 2007 wurde die FSV-Schriftenreihe ins Leben gerufen. Sie dient der FSV für Publikationen wie Tagungsberichte, Schlussberichte von FSV-Beauftragungen und Dokumentationen von aktuellen Erkenntnissen aus dem Verkehrswesen. Mittlerweile wurden 28 Hefte (Stand 2024) veröffentlicht.

### Straßenforschungshefte
In der Schriftenreihe Straßenforschung – Grüne Reihe – veröffentlichte bis 2012 das Bundesministerium für Verkehr, Innovation und Technologie Forschungsberichte. Zu beziehen sind diese im Shop der FSV.

### FSV-Wörterbuch
Dieses Wörterbuch enthält eine Sammlung von Begriffen, welche in den Richtlinien und Vorschriften für das Straßen- und Eisenbahnwesen (RVS/RVE) definiert wurden. Es wird somit einerseits das Auffinden von Erklärungen für Begriffe im Verkehrswesen erleichtert, andererseits kann damit die Erstellung bzw. Bearbeitung der RVS/RVE konsistenter erfolgen, da bereits definierte Begriffe nicht nochmals festgelegt werden müssen.

### Verkehrszeichenkatalog
Die Österreichische Forschungsgesellschaft Straße – Schiene – Verkehr hat im Zusammenwirken mit Fachleuten des Bundesministeriums für Verkehr, Innovation und Technologie, der Bundesländer, der Wissenschaft und der Wirtschaft am 1. Dezember 2015 einen Verkehrszeichenkatalog (RVS 05.02.15) veröffentlicht.

### FSV-aktuell Straße und FSV-aktuell Schiene
Um die Präsenz des Vereins auch in Fachkreisen zu erhöhen, werden in Fachzeitschriften periodische Beiträge, das FSV-aktuell Straße und das FSV-aktuell Schiene, von der FSV veröffentlicht.

## Software

### Qualitätsabzüge und Mischgutverbrauch (nach RVS)
Das „Berechnungsprogramm zur automatisierten Ermittlung der Qualitätsabzüge und des Mischgutverbrauches nach RVS 08.16.01 und 11.03.21“ wird von der FSV vertrieben. Es ist ein auf Excel 2007 basierendes Berechnungsprogramm zur automatisierten Ermittlung der Qualitätsabzüge und des Mischgutverbrauches nach RVS 08.16.01 und RVS 11.03.21 von 1. Februar 2010.

### AsDim-Asphaltstraßendimensionierung (nach RVS)
Diese Software ist bei Neubau oder Erneuerung von Straßenverkehrsflächen ohne Zwischenbau bzw. ohne stufenweisen Ausbau in Erdbaubereich anzuwenden.
Die Software AsDim bietet folgende Möglichkeiten:
Bei der Bemessung nach der rechnerischen Dimensionierung für Asphaltstraßen gemäß RVS 03.08.68 können wesentliche (gebrauchsverhaltensorientierte) Performance-Eigenschaften des verwendeten Mischguts, sowie detaillierte Information zur Verkehrsbelastung (z. B. Achslast oder Gesamtgewicht) berücksichtigt werden. Dabei werden Bemessungsstufen für die wichtigen Eingangsgrößen Verkehrsbelastung sowie Steifigkeitsverhalten und Ermüdungsbeständigkeit des eingesetzten Asphaltes auf Grundlage von Performance-Anforderungen eingeführt, die den Detaillierungsgrad dieser Daten berücksichtigen. Dieser Ansatz gewährleistet, dass nötige Bemessungsreserven bei steigendem Versuchsaufwand zur Parameteridentifikation sinken. Dadurch wird eine moderne, gebrauchsverhaltensorientierte und somit wirtschaftliche Dimensionierung von Asphaltstraßen ermöglicht. Der dabei entstehende hohe Rechenaufwand ist allerdings nur durch computergestützte Bearbeitung effizient durchführbar.

### FSV-Knoten (Berechnungsprogramm nach RVS)
Das Programm FSV-Knoten ist ein Hilfsprogramm zur Berechnung der Leistungsfähigkeit von Kreuzungen und T-Kreuzungen gemäß RVS 03.05.12 sowie zur Berechnung der Leistungsfähigkeit von einstreifigen Kreisverkehren gemäß RVS 03.05.14.

### FSV-Prüfbuch zur LB-VI
Das Prüfbuch ist eine umfangreiche Sammlung von Prüfungen für Baustoffe, Bauteile und Leistungen zur Standardisierten Leistungsbeschreibung Verkehr und Infrastruktur (LB-VI) und stellt ein Hilfsmittel für Örtliche Bauaufsichten, Auftraggeber, Auftragnehmer, Planer und dgl. dar.

### Verkehrszeichenkatalog (RVS 05.02.15)
Für die Erstellung der RVS 05.02.15 wurden von jedem einzelnen Verkehrszeichen digitale Vektorgrafiken angefertigt, die eine verlustfreie Reproduzierbarkeit ermöglichen. Diese Vektorgrafiken (CDR, DXF) stehen dem Anwender zusätzlich zur bewährten Richtlinie (RVS) zur Verfügung. Dadurch können Verkehrsplaner, Hersteller von Verkehrszeichen, Ämter und Behörden, Juristen, Autofahrerklubs, Fahrschulen, Publizisten und Autoren etc. vereinfacht zugreifen und einheitlich anwenden.

### RVS-Software/Grafiken (via FSV-Reader)
- Berechnungstool Punktmassenmodell (XLS) – digitaler Einzelbezug zur RVS 02.02.37 „Geschwindigkeitsbeschränkungen“
- Codebaum für Meldungen und strukturierte Verkehrsmeldungen (XLS, MM) zur RVS 05.01.12 „Ereignisse und Meldungen in kooperativen Verkehrsmanagementzentralen“
- Plansymbole (DWG, DXF) zur RVS 05.03.11 „Ausbildung und Anwendung von Bodenmarkierungen“
- Plansymbole (DWG) zur RVS 05.04.36 „VLSA Plansymbole“
- Regelpläne (CDR) zur RVS 05.05.42 „Straßen mit getrennten Richtungsfahrbahnen“
- Regelpläne (CDR) zur RVS 05.05.44 „Straßen mit einem Fahrstreifen je Fahrtrichtung“
- Infotafelbilder (BMP) zur RVS 09.02.22 „Tunnelausrüstung“
- Berechnungsprogramm für Krag- und Mittelplatten zur RVS 15.02.32 „Schnittgrößen in Fahrbahnplatten von Straßenbrücken“

## Veranstaltungen
Die FSV veranstaltet regelmäßig praxisorientierte Seminare und Informationsnachmittage, die der Verbreitung und der praktischen Anwendung des RVS und RVE Regelwerkes dienen.

### FSV-Preis
Die FSV und das Bundesministerium für Klimaschutz, Umwelt, Energie, Mobilität, Innovation und Technologie vergeben jährlich den FSV-Preis. Ziel ist es, die akademische Jugend zu fördern: Einerseits durch die Vorstellung ihrer Arbeiten vor der Fachwelt im Rahmen einer Tagung, andererseits durch Dotierung des Preises.
Ausgezeichnet werden Verfasser von Dissertationen und Master-/Diplomarbeiten aus dem Verkehrswesen. Die Entscheidung, welche Arbeit mit dem FSV-Preis ausgezeichnet wird, wird auf Basis der Fachbeurteilung durch mehr als 30 externe Fachleute getroffen.

### FSV-Verkehrstag
Die größte Tagung der Forschungsgesellschaft findet jährlich in Form des FSV-Verkehrstages statt. Die Themen, die am Verkehrstag vorgetragen werden, sind aus den Projekten der Arbeitsgruppen und Arbeitsausschüsse gewählt. Somit wird jedes Jahr sichergestellt, dass ausschließlich aktuelle Themen behandelt werden. Jährlich findet am FSV-Verkehrstag auch eine Fachausstellung statt.